# Далекий постріл (фільм)
«Далекий постріл» — український художній фільм режисера Валерія Шалиги відзнятий у 2005 році кінокомпанією «Прем'єр». Фільм побудований на реальних фактах.

## Деталі сюжету
1941 рік. Україна. Триває Друга світова війна. У німецькому полоні зустрічаються два вороги: один — із Червоної армії, другий — з лав УПА. Обоє бачать свій шлях правдивим, бо обоє «воюють за Україну». Та згодом стає зрозуміло, де справді цінують свободу, де справді воюють за Україну, де справді є друзі, які одне за одних не пошкодують життя, щоб звільнити з полону.
З того, як закінчились їхні життя, можна зробити окремий висновок про жорстокість того часу.

## В ролях
- Олександр Радько — Олексій Краснощок
- Максим Какаркін — Андрій Блискавка
- Валентин Барчук — Гнатенко
- Світлана Рога — Ластівка
- Володимир Постніков — командир УПА
- Микола Андрушко — Журба
- Вячеслав Казимірчак — Федорко
- Богдан Костюк — Карпо
- Микола Коломієць — Степан

## В епізодах
Андрій Дзигаленко, Лілія Мацовецька, Раїса Шестун-Нестерчук, Юрій Подолинний, Юрій Лєсков, Анатолій Рибчук, Валерій Шалига, Володимир Олефір, Вікторія Манковська, Степан Панчук, Олег Бізь, Андрій Філюрський, Віктор Валуйко, Богдан Валуйко, Віталій Бондарчук, Олександр Моторін, Олександр Довгульов, Олег Анисімов, Микола Островський, Євген Гутник, Олександр Семенов, Максим Рудківський, Катерина Шаламай, Максим Гірко, Сергій Мисак, Святослав Гребень, Руслан Нагорнюк, Олексій Жмурко, Богдан Кожевник, Ольга Буга, Сергій Скоромець, Михайло Медведський, Олексій Пасічник, Олександр Декалюк, Андрій Іванов, Катерина Кононова, Сергій Бабельчук, Юрій Вергілес, Анатолій Машевцев, Олександр Гончарук, Сергій Білошицький, Михайло Шпак, Олександр Мукомол, Сергій Гончарук, Михайло Буряченко, Назарчик Шалига